# Космос-713
Космос-713 је један од преко 2400 совјетских вјештачких сателита лансираних у оквиру програма Космос.
Космос-713 је лансиран са космодрома Плесецк, СССР, 28. фебруара 1975. Ракета-носач Р-14 Чусоваја (рус. Чусовая) (8К65, НАТО ознака SS-5 Skean) са додатим степеном је поставила сателит у орбиту око планете Земље. Маса сателита при лансирању је износила 40 килограма. Космос-713 је био комуникациони сателит.